# Carl Sauter
Pour les articles homonymes, voir Sauter.
Carl Sauter, né à Zurich le 14 avril 1899 et mort le 10 avril 1969, est un éditeur et imprimeur vaudois.

## Biographie
Karl (Carl) Sauter devient chef de l'atelier de la Lithographie du Simplon SA en 1925. Il fonde à Lausanne la même année, avec son beau-frère Max Roth, les éditions du Verseau qui se spécialisent dans l'impression de livres d'art. 
En 1939, Max Roth et Carl Sauter reprennent La Société Lithographie du Simplon SA qui devient en 1940 Roth & Sauter SA à Lausanne, dont Carl Sauter est administrateur délégué. 
Membre de la commission consultative du Fonds cantonal des arts et des lettres (1967-1969), Vice-gouverneur de la Confrérie du Guillon (1966), Carl Sauter décède accidentellement près de Modène le 10 avril 1969. 
En 2006 le parc Sauter (ou Carl-Sauter) est créé par la commune de Renens vis-à-vis du château au début du chemin des Clos, ancienne propriété de la famille Sauter.

## Sources
- « Carl Sauter », sur la base de données des personnalités vaudoises sur la plateforme « Patrinum » de la Bibliothèque cantonale et universitaire de Lausanne.
- sites et références mentionnés
- Fabienne Abetel-Béguelin, « Carl Sauter » dans le Dictionnaire historique de la Suisse en ligne.
- M. Logoz et al., Hommage à Carl Sauter, 1970
- B. Ischy, « Roth & Sauter SA », in Reflets : bull. mensuel de la BCV, 10, 1990, 21-25